# Lista orașelor din Rwanda

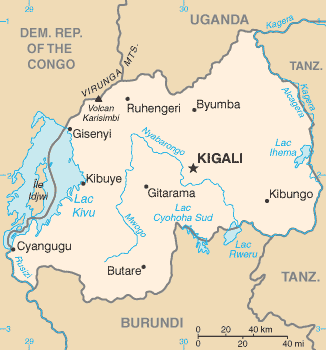
Harta Rwandei

Această pagină este o listă de orașe din Rwanda. 
- Butare
- Byumba
- Cyangugu
- Gisenyi
- Gitarama
- Kibeho
- Kibungo
- Kibuye
- Kigali (capitala)
- Nyanza
- Ruhengeri
- Rutongo
- Rwamagana
- Gikongoro
- Gasarenda

Format:Subiecte Rwanda